# Riccardo Morandi
Riccardo Morandi, italijanski gradbeni inženir in arhitekt, * 1. september 1902, Rim, Italija, † 25. december 1989, Rim, Italija.                                                                                           
Morandi je najbolj znan po inovativni uporabi armiranega betona in prednapetega betona, čeprav so skozi leta nekateri njegovi posebni mostovi in viadukti imeli nekaj težav pri vzdrževanju.
Med njegovimi najbolj znanimi deli so Most Generala Rafaela Urdaneta, 8 km dolg viseči most z žičnicami, ki prečka jezero Maracaibo v Venezueli; podoben most v Genovi, splošno znan kot Ponte Morandi (uradno Viadotto Polcevera), ki se je leta 2018 delno porušil; in podzemni avtomobilski predor v Torinu.

## Kariera
Morandi se je rodil v Rimu. Po diplomiranju leta 1927 je Morandi pridobival izkušnje v Kalabriji z delom z armiranim betonom na območjih, ki jih je sam načrtoval. Po vrnitvi v Rim, kjer bi odprli zasebno pisarno, je nadaljeval s tehničnim raziskovanjem armiranega betona v prednapetih betonskih konstrukcijah ter se lotil načrtovanja vrste novih kinematografskih struktur, viaduktov in mostov. Pozneje je leta 1970 deloval na letališču Fiumicino (Rim) ter leta 1974 v Pumareju (Kolumbija). 
Morandi je bil imenovan za profesorja oblikovanja ter načrtovanja mostov in viaduktov, tako na univerzi v Firencah kot tudi na univerzi v Rimu in je leta 1979 prejel častni doktorat iz arhitekture na Tehnični univerzi v Münchnu (TUM) leta 1979.

## Projekti
Viseče betonske mostove je označil za kratkotrajne, saj so zgrajeni iz prednapetega betona in ne več iz nekoč običajnega jekla.  
Njegovi prednapeti mostovi so slabo vplivali tudi na druge inženirje. Morandi je ves čas zahteval visoke kriterije vzdrževanja, da so ti zadostili merilom tehničnih pregledov. 
Na njegovem mostu s prednapetimi kabli generala Rafaela Urdanete v Venezueli, se je le 18 let po izgradnji več kablov strgalo zaradi hitre korozije. Leta 2016 je bil most Morandi v Genovi (uradno viadukt Polcebera) označen za "inženirski neuspeh", zaradi naraščajočih stroškov vzdrževanja in dodatnih popravil ni bil uradno označen za varen most. Morandi je v sporočilu iz 70. let 20. stoletja omenil napačne strukture v Genovi ter s tem tudi pomisleke o varnostnih tveganjih. 14. avgusta 2018 se je na mostu zrušil steber 9 in povzročil 43 smrtnih žrtev. Ostala dva stebra sta ostala, prav tako se ni zrušilo vozišče. Vzrok nesreče je bil še več kot leto dni subjekt preiskave.
Morandijev podoben vendar manjši most Wadi el Kuf v Libiji je bil oktobra 2017 zaradi varnostnih razlogov zaprt za dva dni, sledili so pregledi mostu. Vzdrževanje je bilo dobro, sprva pa je bil odprt le za osebni promet. Kasneje so lokalne oblasti uvedle vožnjo težkih vozil v strnjenih kolonah. Podoben varnostni ukrep je sledil v letu 2018, vendar o trenutnem stanju mostu ni na voljo nobenih podatkov.  
Morandi je sodeloval tudi pri načrtovanju mostu čez Mesinsko ožino.

## Mostovi in viadukti
- Most generala Rafaela Urdaneta v Venezueli.
- Most Morandi v Toskani.
- Most Paul Sauer v Južni Afriki.
- Most Wadi el Kuf v Libiji.
- Most Costanzo v Ragusi.
- Viadukt Morandi v Rimu.
- Viadukt Polcevera v Genovi.